# Александар Самокутијаев
Александар Михајлович Самокутијаев (рус. Александр Михайлович Самокутяев) је руски космонаут. Космонаут је постао 2003. године када је изабран од стране ФКА. Боравио је на МСС као члан Експедиција 27/28 и 41/42.